# Bituitus

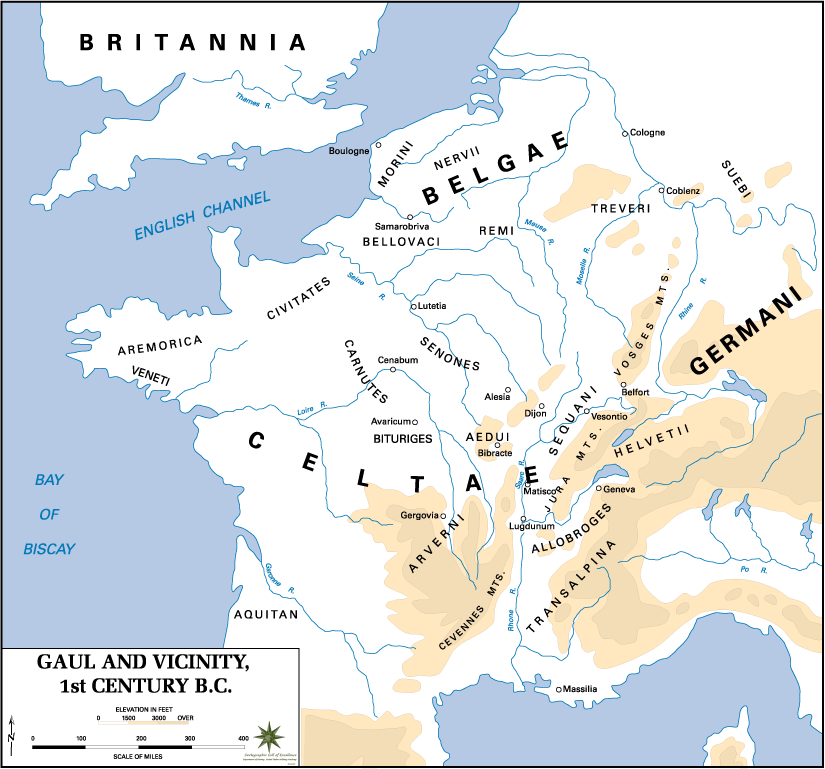
De Arverni ten westen, de Allobroges ten oosten van de rivier de Rhône

Bituitus (2e eeuw v. Chr.) was koning van de Arverni, een Gallisch volk uit het latere Gallia Transalpina. Hij was de zoon van koning Luernius.
Begin de 2e eeuw v.Chr. hadden de Romeinen Gallia Cisalpina veroverd en tegen 125 v.Chr. hadden ze de regio rond Massilia onder controle, dat bracht hen in conflict met de Galliërs in de Rhônevallei. 
Koning Bituitus verenigde de Arverni en de Allobroges, maar verloor de Slag bij Valence in 121 v.Chr. Consul Quintus Fabius nam Bituitus gevangen en liet hem aanschouwen, gekleed in zijn zilveren harnas, in een spectaculaire triomftocht door de straten van Rome. Als overwinnaar van de Allobroges kreeg hij het agnomen Allobrogicus, hun regio werd een Romeinse provincie.
Koning Bituitus werd hierna door de Romeinse Senaat verbannen naar Alba Fucens. Bituitus' zoon, Congonnetiacus (Contoniatus), werd aanvankelijk naar Rome gebracht als gijzelaar maar werd later misschien geïnstalleerd als cliëntvorst.